# Felsőmogyoród
Felsőmogyoród (1899-ig Felső-Lieszkó, szlovákul Horný Lieskov) község Szlovákiában, a Trencséni kerületben, a Vágbesztercei járásban.

## Fekvése
Vágbesztercétől 12 km-re délre fekszik.

## Története
1330-ban „Leszkouecz” alakban említik először. 1409-ben „Felseu Lezkouch”, 1493-ban „Kys Lezkowcz”, 1519-ben „Superior Lyskwa” alakban szerepel az írott forrásokban. Több nemesi család birtokolta. 1598-ban 22 háza állt. 1720-ban 11 adózója volt, ebből 10 zsellér. 1784-ben 51 házában 51 családban 257 lakos élt.
A 18. század végén Vályi András így ír róla: „Alsó, és Felső Lieszko. Két falu Trentsén Várm. földes Urai több Uraságok, lakosai katolikusok, fekszenek Szlopnának szomszédságában, határbéli földgyeik ollyanok mint Szlopnáé.”
1828-ban 22 háza és 299 lakosa volt, akik főként mezőgazdasággal foglalkoztak.
Fényes Elek 1851-ben kiadott geográfiai szótárában így ír a faluról: „Lieszkó (Felső), tót falu, Trencsén vmegyében, az előbbeni helység mellett: 310 kath. lak. F. u. többen.”
A trianoni békéig Trencsén vármegye Illavai járásához tartozott.

## Népessége
| Év:            | 1994. | 2004.   | 2014.   | 2024.    |
| -------------- | ----- | ------- | ------- | -------- |
| Emberek száma: | 371   | 373     | 378     | 502      |
| Eltérés:       |       | +0,53 % | +1,34 % | +32,80 % |

| Év:            | 2023. | 2024.   |
| -------------- | ----- | ------- |
| Emberek száma: | 487   | 502     |
| Eltérés:       |       | +3,08 % |

1910-ben 364, túlnyomórészt szlovák lakosa volt.
2001-ben 367 szlovák lakosa volt.
2011-ben 374 lakosából 368 szlovák volt.

## Nevezetességei
- Római katolikus temploma 1723-ban épült barokk stílusban, később megújították.

## Külső hivatkozások
- Községinfó
- Felsőmogyoród Szlovákia térképén
- E-obce.sk